# Maurício Dottori
Maurício Dottori (Rio de Janeiro, 1 de agosto de 1960) é um compositor e musicólogo brasileiro.
Carioca de Cascadura, Dottori foi aluno do grande clarinetista José Botelho, na Escola de Música Villa-Lobos, no Rio de Janeiro. Compositor autodidata, aperfeiçoou-se em composição com Sylvano Bussotti e Mauro Castellano, na Scuola di Música di Fiesole, em Florença, na Itália entre 1984 e 1985.
Fez Mestrado em Artes pela Universidade de São Paulo (1988-91), orientado por Olivier Toni, quando escreveu o  Ensaio sobre a Música Colonial Mineira, e Doutorado em Música pela Universidade do País de Gales, Cardiff (1993-97), orientado por David Wyn Jones, tendo realizado pesquisas sobre a música religiosa de dois importantes compositores napolitanos do século XVIII, Davide Perez e Niccolò Jommelli.
Foi, entre 1992 e 2002, professor de contraponto e de composição na Escola de Música e Belas Artes do Paraná e, a partir de então, é professor de contraponto, composição e música eletroacústica da UFPR; nestas instituições foi responsável pela formação de toda uma geração de compositores paranaenses. Suas composições têm sido executadas em concertos e festivais no Brasil, na Europa e nas Américas. É o regente da Nova Camerata, grupo curitibano especializado em música contemporânea.
Como muitos compositores cariocas de sua geração, sua música continha inicialmente elementos advindos da estética tardo-nacionalista. Gradualmente — por influência de outras músicas, em especial as de Bussotti e de John Cage — estes elementos tornaram-se menos importantes, e a música mais recente de Dottori adotou um estilo crescentemente pós-atonal, no qual as estruturas baseadas no total cromático são filtradas pela sensibilidade do ouvido e aspectos rejeitados pela tradição modernista, como a ornamentação superestrutural, ganham proeminência.

## Prêmios
Prêmio UERJ - Composição Musical Erudita, com a obra Toada de Cegos (1978).
Prêmio Cláudio Santoro - UNB/Orquestra do Teatro Nacional de Brasília (2001), com a obra Noturno de Neon.
Prêmio Funarte de Composição Clássica (2010), da XIX Bienal de Música Brasileira Contemporânea, na categoria Orquestra Sinfônica, com a obra A rosa trismegista aberta ao mundo (2010).
Prêmio Funarte de Composição Clássica (2012), da XX Bienal de Música Brasileira Contemporânea, na categoria Música de Câmera de 6 a 10 instrumentos, com a obra Ou sont les gracieux gallants? (1999), concerto grosso, para flauta, clarinete baixo, viola, trompete, marimba e piano.
Prêmio Funarte de Composição Clássica (2014), da XXI Bienal de Música Brasileira Contemporânea, na categoria Música de Câmera de 3 a 5 instrumentos, com a obra Et facta est procella magna venti (2014), para quinteto de sopros.
Prêmio Funarte de Composição Clássica (2016), da XXII Bienal de Música Brasileira Contemporânea, na categoria Música de Câmera de 3 a 5 instrumentos, com a obra Glaciers, soleils d’argent, ﬂots nacreux, cieux de braises (2016), para flauta, viola e harpa, parte da série Le bateau ivre.

## Composições
Entre suas principais composições encontram-se:
- Três danças em forma de magra (1983) para piano
- Largo (1992), para soprano, requinta/clarone, trompete, trombone, piano e dois percussionistas;
- non di più colpo che soave vento (1993), para piano
- Among wishes, where the desire goes? (1995), para flauta, clarinete, violino, cello e cravo;
- Grandissima zuppiera di strepito armonico (1997), para marimba e piano;
- Two late for twilight, two early for dawn (1997), para duas flautas e piano;
- Four faces of loneliness (1998), para quarteto de flautas;
- Três Silêncios (1998), opera tascabile, para soprano, mezzo-soprano, contra-tenor, flauta, violoncelo e percussão;
- Ou sont les gracieux gallants? (1999), concerto grosso para flauta, clarone, viola, marimba, trompete e piano;
- Il papagallo (2000), opera tascabile, para soprano, mezzo-soprano, tenor, flauta, clarinete violino e violoncelo;
- Porque os sonhos não se compreendem, se não quando se cumprem, concerto pastorale da camera (2000), para flauta solo, soprano obbligato, flauta, clarinete, violino, violoncelo e piano;
- Aqui caíram as asas dos anjos (2001), para orquestra sinfônica; em João Marcos Coelho (Org.), Cem anos de música no Brasil; 1912-2012 (São Paulo: Andreato Comunicação e Cultura, 2015), p. 127, o compositor paulistano Rodolfo Coelho de Souza considera que Dottori, nesta peça, demonstra “um domínio incomum da delicadeza dos coloridos e das texturas orquestrais”, e situa seu compositor entre aqueles — com Mariza Resende, Roberto Victório, Sílvio Ferraz e Rodolfo Caesar —  “que  incorporam em sua escrita uma ampla gama de influências internacionais …; mas estão sempre em busca de um traço individual na formação do estilo, em que pesem certas características compartilhadas”.
- Ainda que seja noite (2002), noturno para piano e pequena orquestra;
- All that you know not to be is utterly real (2002), orquestra amadora e eletroacústica;
- Dois Poemas de Manuel Bandeira (2004), para mezzo-soprano, flauta, violão e violoncelo;
- Sonata, para piano (2006);
- Elegias de Lúcia Aizim, para soprano, flauta-alto, clarinete, viola e contrabaixo;
- Vago e florido firmamento de notas, para viola-de-arame (2007);
- For the portraiture of clouds and sky (2007), para flauta-alto amplificada e piano;
- O obscuro sol no copo d’água — das Elegias de Lúcia Aizim (2009), para soprano, viola-de-arame e violão;
- A Rosa trismegista aberta ao mundo (2010), para orquestra sinfônica;
- Sed perpetua aeris temperis (2013), para violino, cello e piano.

## Artigos e Livros online
- A cinematográfica vingança da música surrealista, in Anais do SIMCAM 4 – IV Simpósio de Cognição e Artes Musicais, São Paulo: USP, 2008.
- A dodecafonia sobe — com Balzac e Proust — os degraus ao paraíso, in Ictus-Periódico do PPGMUS/UFBA (2007).
- On baroque music and Brazil, in Revista Eletrônica de Musicologia, 1.2 (Dezembro de 1996)
- A Estrutura Tonal na música de João de Deus de Castro Lobo, in Atravez - Cadernos de Estudo de Análise Musical, São Paulo, v. 3 (1990), p. 44-51.
- Maurício Dottori, The Church Music of Davide Perez and Niccolò Jommelli. Curitiba: DeArtes-UFPR, 2008.
- Manuel Dias de Oliveira, Matinas e Vésperas de Sábado Santo. Edição, introdução e notas de Maurício Dottori. São Paulo: Editora da Universidade de São Paulo, 2000.
- Fernando Bini, Maurício Dottori, Roberto Victorio, "Colóquio: Problemas de estilo e sociedade", in Marcel Sluminsky, Charlene Neotti, Fernando Nicknich e Bernardo Cardeal (ed.), Anais do III Encontro Nacional de Compositores Universitários, Curitiba, 16 a 22 de Outubro de 2005.  (Um intrigante debate sobre música, cultura e sociedade).
- Valentina Daldegan e Maurício Dottori, Técnicas Estendidas e Música Contemporânea no Ensino de Instrumento para Crianças Iniciantes, in Musica Hodie, vol 11, nº 2 (2011), 113-127. .

## Família
Maurício é filho de Hugo Dottori e Márcia Dottori.